# Peter Kalkhof
Peter Kalkhof (* 20. Dezember 1933 in Leopoldshall; † 24. Februar 2014 in London) war ein deutscher Maler, Zeichner und Grafiker der Konkreten Kunst.

## Leben
Kalkhof verlebte seine Kindheit 1938 bis 1944 in Braunsberg (Ostpreußen). 1944 bis 1946 flüchtete die Familie über Berlin – der Vater fällt im „Kampf um Berlin“ – nach Neundorf (Anhalt) und gelangte 1946 in die britische Besatzungszone nach Braunschweig und schließlich nach Herrhausen am Harz.
1952 bis 1955 absolvierte Kalkhof in Braunschweig eine Lehre als Farb-Chemigraf und studierte Malerei an der dortigen Werkkunstschule unter anderem bei Bruno Müller-Linow. Es folgte 1956 bis 1960 ein Malereistudium an der Staatlichen Akademie der Bildenden Künste Stuttgart bei Hermann Sohn und Manfred Henninger, Lithographie erlernte er bei Erich Mönch. Ein Stipendium ermöglichte 1960 bis 1961 die Fortsetzung des Studiums an der Slade School of Fine Art in London (England). 1961 erhielt er ein Reisestipendium der Slade School und bereiste die Britischen Inseln. Nach einem Studium im Jahre 1962 an der École des Beaux-Arts in Paris übersiedelte er 1963 nach London. Nach einer Tätigkeit bei der Curwen Press (Lithographie) in London erhielt er 1964 eine Dozentur für Lithographie und Radierung an der University of Reading in Reading. Von 1970 bis 1999 hatte er am dortigen Department of Fine Art eine Malerei-Dozentur inne.
Nach Beendigung seines Studiums, vor allem aber nach seiner Übersiedlung nach London, wo er ein halbes Jahrhundert lebte und arbeitete, unternahm Peter Kalkhof zahlreiche Studienreisen: So bereiste er neben europäischen Ländern 1969 (und noch mehrmals in späteren Jahren) Kalifornien und Arizona (Grand Canyon); 1973 (sowie 1979 und 1992) Indonesien; 1974 (und 1986) Mexiko und Yucatán; 1975 Indien und Nepal; 1976 Japan; 1977 (wiederum 2006) China und Thailand; 1978 Südamerika, vor allem Peru, Ecuador, Bolivien und Nordchile; 1980 die Philippinen, Australien, Neuseeland, die Fidschi-Inseln (wo er mit Eingeborenen arbeitete), Hawaii; 1982 Ägypten, Alexandria bis Abu Simbel; 1985 die Sowjetunion (Moskau, Nowgorod, Leningrad), Südafrika; 1990 besuchte er das Dreiländereck Burma, Thailand, Laos sowie die Insel Koh Samui im Golf von Thailand; 2004 Santiago de Chile und die Osterinsel im Südpazifik.
Kalkhof war verheiratet mit der indonesischen Schmuckdesignerin Jeanne Thé, die er während seines Studiums an der Stuttgarter Akademie kennengelernt hatte. Im Frühjahr 1959 erhielt er beim Akademiewettbewerb der Stuttgarter Kunstakademie den ersten Preis für ein Bild aus einer Serie von Porträts, die er von Jeanne Thé gemalt hatte. 1997, ein Jahr nach dem Tod seiner Frau, veröffentlichte Peter Kalkhof in London ein Buch über deren Schmuckentwürfe. Aus der Ehe stammt ein Sohn.
Peter Kalkhof verstarb nach schwerer Krankheit am 24. Februar 2014 in London.

## Ausstellungen (Auswahl)
- 1970 Oxford Gallery, Oxford; Annely Juda Fine Art, London
- 1973 Wellmann Galerie, Düsseldorf
- 1974 Galerie HS, Erkelenz; Annely Juda Fine Art, London
- 1975 Royal Shakespeare Theatre, Stratford upon Avon
- 1976 Oliver Dowling Gallery, Dublin
- 1977 Annely Juda Fine Art, London; Kulturgeschichtliches Museum, Osnabrück
- 1978 Hertfordshire College of Art & Design, St. Albans
- 1979 Kunstverein, Marburg; Annely Juda Fine Art, London
- 1981 Goethe-Institut, London
- 1983 Juda Rowan Gallery, London
- 1987 Galerie Altes Rathaus, Wörth am Rhein
- 1988 Landesmuseum Oldenburg
- 1989 Camden Arts Centre, London; Ostpreußisches Landesmuseum, Lüneburg
- 1990 Annely Juda Fine Art, London
- 1993 Galerie Rösch, Neubrunn/Würzburg; Galerie Schröder und Dörr, Bergisch Gladbach
- 1994 Galerie Rösch, Karlsruhe
- 1995 Rathaus Galerie Balingen
- 1996 Prignitz-Museum, Havelberg; Stadt-Museum Galerie, Schieder-Schwalenberg
- 1997 Annley Juda Fine Art, London
- 1998 Galerie Planie 22, Reutlingen; St. Hugh’s College, Oxford
- 2000 Galerie Rösch, Houston
- 2002 Annely Juda Fine Art, London
- 2004 T1+2 artspace, London
- 2007 Annely Juda Fine Art, London
- 2011 Merston Gallery, Chichester[4]
- 2012 Annely Juda Fine Art, London[5]
- 2012 Expo Chicago (mit Roger Ackling bei Annely Juda Fine Art, London)
- 2014 Annely Juda Fine Art, London (Gedächtnisausstellung)
- 2018 Annely Juda Fine Art, London (50 Jahre, 50 Künstler)
- 2018 Bakerhouse Gallery, Graz, Ausstellung Time, Space and Texture mit Christopher Wool und Tom Lohner
- 2018 Art Basel, Basel, mit Christo und David Hockney bei Annely Juda Fine Art, London
- 2019 Arte Wiesbaden, bei Bakerhouse Gallery, Graz
- 2019 Discovery Art Fair Frankfurt, bei Bakerhouse Gallery, Graz

## Werke in öffentlichen Sammlungen
- North West Ireland Trust, Belfast
- Eastern Arts Association, Cambridge
- Leicester Education Committee, Leicester
- Arts Council of Great Britain, London
- Belgian Embassy, London
- Contemporary Art Society, London
- Department for Environment, London
- Embassy of the Federal Republic of Germany, London
- Nuffield Foundation, London
- Ostpreußisches Landesmuseum, Lüneburg
- Landesmuseum Oldenburg
- Reading Museum and Art Gallery, Reading
- University of Reading
- Europäisches Parlament, Strasbourg
- Salvador Allende and Museum of Solidarity, Santiago
- Irish Museum of Modern Art
- County Hall, Leicestershire County Council Artworks Collection
- Imperial War Museum
- Arts Council Collection